# 彼得罗巴甫利夫卡市镇 (哈尔科夫州)
彼得罗巴甫利夫卡乡级市镇（烏克蘭語：Петропавлівська сільська громада），是乌克兰哈爾科夫州庫普揚斯克區的一个市镇，行政中心为彼得罗巴甫利夫卡。市镇面积为338.3平方公里，人口数量为5,351人（2020年）。

## 聚居点
该市镇包括以下的16个村庄：
- 貝雷斯托韋
- 扎蒂什內
- 伊萬尼夫卡
- 基斯利夫卡
- 科特利亞里夫卡
- 克羅赫馬利內
- 庫切里夫卡
- 米科拉伊夫卡
- 新塔拉西夫卡（乌克兰语：Нова Тарасівка）
- 奧爾良卡
- 彼得羅巴甫利夫卡（行政中心）
- 皮夏內
- 辛基夫卡
- 斯泰波瓦-诺沃塞利夫卡
- 塔巴伊夫卡
- 亚希德内